# Осно Лубелскје
Осно Лубелскје (пољ. Ośno Lubuskie) је град у Пољској у Војводству Лубушком у Повјату słubicki. Према попису становништва из 2011. у граду је живело 3.897 становника.

## Становништво
Према прелиминарним подацима са пописа, у граду је 2011. живело 3.897 становника.
| 2002. | 2011. | 2012. |
| ----- | ----- | ----- |
| 3.716 | 3.897 | 3.880 |

## Партнерски градови
- Ајхвалде
- Олборг
- Општина Олборг